# Клейден, Джонатан
Джонатан Пол Клейден (родился в 1968 году) — английский химик-органик.

## Образование
В 1992 году получил степень доктора философии в Кембриджском университете, работая с профессором Стюартом Уорреном в области стереоселективного синтеза с использованием оксида фосфина. Затем он провёл постдок с профессором Марком Жюлья и в 1994 году начал читать лекции по органической химии в Манчестерском университете, где в 2000 году стал доцентом, а через год — профессором органической химии. В 2015 он ушёл на кафедру химии Бристольского университета.

## Научная деятельность
В научные интересы Клейдена входят различные области синтеза и стереохимии, особенно те, в которых важную роль играет конформация: стереоселективный синтез, атропоизомерия, химия литийорганических соединений, дальние стереохимические эффекты и динамическая химия фолдамеров. Он известен как один из авторов популярного учебника по органической химии — Органическая химия авторства Клейдена, Гривза и Уоррена. Также он написал книгу Organolithiums: Selectivity for Synthesis, которая описывает использование органических соединений лития в реакциях органического синтеза.
С 2005 по 2011 год он был ответственным редактором журнала с открытым доступом Beilstein Journal of Organic Chemistry.